# 上海公交936路
上海公交936路，线路配车空调化前原名ZX591路，曾是由上海市闵行区龙柏新村地区通往市中心的公交线路之一，开通于1994年。自2016年12月3日开始，该线路已经处于“线路暂停运营”状态。由于该线路配车数在停运前已经减到0辆，这意味着该线路事实上已经被撤销（有线无车）。

## 线路历史

### 2006年1月25日以前
线路由弘华实业公司开通于1994年，开通时名为ZX（专线）591路，运行区间为夏碧路—龙柏新村，开通时核准配车38辆，后经过多次转让，交由巴士四汽运营。截至1997年，该线路配车已经空调化，并更改线路号码为936路。2006年1月25日开始，线路被调整到张杨北路。

#### 线路首末站
线路由夏碧路开始，到龙柏新村止。

#### 票价
全程单价RMB¥2~5，有人售票，此时上海市尚未在公共汽电车线路上实施公交换乘优惠。

#### 线路走向
在2007年被延伸以前，该线路运行走向是：
- 上行由夏碧路开始，经过杨高北路、杨高中路、杨高南路[註 3]、峨山路、东方路、浦东大道、世纪大道、延安东路、延安中路、延安西路、虹桥路、程家桥路、延安西路、虹井路、红松路、黄桦路（黄桦路步行街建成后改行白樟路）、青杉路、龙柏新村终点站。
- 下行由龙柏新村开始，经过青杉路、兰竹路、红松路、虹井路、虹桥路、延安西路、延安中路、延安东路、世纪大道、浦东大道、东方路、峨山路、杨高南路、杨高中路、杨高北路[註 3]、春晖路、张杨北路、夏碧路。

#### 设站
| 936停靠站点列表（2006年1月25日以前） |                  |
| 上行站点                             | 下行站点         |
| 夏碧路                               | 龙柏新村         |
| 春晖路                               | 红松路（招呼站） |
| 海关                                 | 黄桦路           |
| 航津路                               | 虹井路           |
| 外高桥保税区                         | 上海动物园       |
| 行西                                 | 程家桥（招呼站） |
| 东沟                                 | 虹梅路           |
| 华高苑                               | 虹许路           |
| 东陆路                               | 水城路           |
| 金海路                               | 虹桥开发区       |
| 金桥                                 | 中山西路         |
| 云山路                               | 定西路           |
| 洋泾港桥                             | 江苏路           |
| 进才中学                             | 华山路           |
| 峨山路杨高路                         | 陕西南路         |
| 峨山路东方路                         | 重庆北路         |
| 张杨路                               | 西藏南路         |
| 乳山路                               | 东方医院         |
| 东方医院                             | 乳山路           |
| 西藏南路                             | 张杨路           |
| 重庆北路                             | 峨山路东方路     |
| 陕西北路                             | 峨山路杨高路     |
| 华山路                               | 进才中学         |
| 江苏路                               | 洋泾港桥         |
| 定西路                               | 云山路           |
| 中山西路                             | 金桥             |
| 虹桥开发区                           | 金海路           |
| 水城路                               | 东陆路           |
| 虹许路                               | 华高苑           |
| 虹梅路                               | 东沟             |
| 程家桥（招呼站）                     | 行西             |
| 虹井路                               | 外高桥保税区     |
| 黄桦路                               | 航津路           |
| 龙柏新村                             | 海关             |
|                                      | 夏碧路           |

### 2006年1月25日~2007年12月29日
2006年1月25日起，调整后的936路起讫站为秋霞路张杨北路至龙柏新村。调整后线路走向为：自秋霞路起经张杨北路、夏碧路、杨高北路循原线至白樟路、青杉路；回程：自青杉路起循原线至杨高北路、夏碧路、季景路至秋霞路。线路调整后，首末班车时间也同步变更——秋霞路张杨北路为6:35—19:00，龙柏新村为5:00—17:00；唯华山路区间车首末班车时间不变。
2007年12月29日开始，为配合上海轨道交通6号线开通，936路缩线到世纪公园地铁站（梅花路）。

#### 线路首末站
线路由张杨北路（秋霞路张杨北路）开始，到龙柏新村止。

#### 票价
全程单价RMB¥2~5，有人售票，此时上海市逐渐开始在非空调车实施公交换乘优惠，本线路未实施。

#### 线路走向
相比于2006年及以前的线路，调整后线路走向为：
- 上行：自秋霞路起经张杨北路、夏碧路、杨高北路循原线至白樟路、青杉路；
- 下行：自青杉路起循原线至杨高北路、夏碧路、季景路至秋霞路。

#### 首末班车时间
线路调整后，首末班车时间也同步变更：
- 秋霞路张杨北路：6:35—19:00
- 龙柏新村：5:00—17:00

#### 设站
| 936停靠站点列表（2006年1月25日~2007年12月） |                  |
| 上行站点                                    | 下行站点         |
| 张杨北路                                    | 龙柏新村         |
| 夏碧路季景路                                | 红松路（招呼站） |
| 海关                                        | 黄桦路           |
| 航津路                                      | 虹井路           |
| 外高桥保税区                                | 上海动物园       |
| 行西                                        | 程家桥（招呼站） |
| 东沟                                        | 虹梅路           |
| 华高苑                                      | 虹许路           |
| 东陆路                                      | 水城路           |
| 金海路                                      | 虹桥开发区       |
| 金桥                                        | 中山西路         |
| 云山路                                      | 定西路           |
| 洋泾港桥                                    | 江苏路           |
| 进才中学                                    | 华山路           |
| 杨高路峨山路                                | 陕西南路         |
| 东方路峨山路                                | 重庆北路         |
| 张杨路                                      | 西藏南路         |
| 乳山路                                      | 东方医院         |
| 东方医院                                    | 乳山路           |
| 西藏南路                                    | 张杨路           |
| 重庆北路                                    | 东方路峨山路     |
| 陕西北路                                    | 杨高路峨山路     |
| 华山路                                      | 进才中学         |
| 江苏路                                      | 洋泾港桥         |
| 定西路                                      | 云山路           |
| 中山西路                                    | 金桥             |
| 虹桥开发区                                  | 金海路           |
| 水城路                                      | 东陆路           |
| 虹许路                                      | 华高苑           |
| 虹梅路                                      | 东沟             |
| 程家桥（招呼站）                            | 行西             |
| 虹井路                                      | 外高桥保税区     |
| 白樟路红松路                                | 航津路           |
| 龙柏新村                                    | 夏碧路           |
|                                             | 杨高北路         |

### 2007年12月29日~2015年3月14日
2007年12月29日起，为配合上海轨道交通6号线开通，936路以“复线优化”为由缩线到世纪公园地铁站（梅花路）。
在此之后，线路改为：下行循原线、花木路、白杨路、梅花路、世纪公园地铁站；上行经过梅花路、花木路循原线。然而，自地铁开通以来，因为该地铁线路仅使用四节小运量（C车）车厢编组，故出现了严重的拥挤现象。与此同时，杨高路沿线的773、936、968等公交车均被同步取消或改道，乘客难以被疏导相邻其他道路的公交上去。有关部门的规划短视以及不当的公交调整举措受到沿线居民的抨击。
2010年1月，该线路上行增设延安西路娄山关路站，以配合长宁区进一步发展虹桥开发区和虹桥商圈。这一举措，使得乘客乘坐上行方向在虹桥开发区下车后，无需再从遵义南路长距离行走以抵达位于娄山关路附近的虹桥开发区核心区。
2015年3月14日0时开始，延安东路隧道开始大修。根据上海市公安局交警总队的安排，936路缩线行驶，终点站改在普安路延安东路。

#### 首末站
由世纪公园地铁站开始，到龙柏新村结束。

#### 收费
全程票价RMB¥2~5，有人售票；2012年12月30日起改为单一票价RMB¥2，无人售票。
线路自2010年起实行对空调公交车的公交换乘优惠。

#### 线路走向
在被缩线回浦西以前，线路走向为：
- 上行：下行经过梅花路、花木路、峨山路、东方路、浦东大道、世纪大道、延安东路、延安中路、延安西路、虹桥路、程家桥路、延安西路、虹井路、红松路、白樟路（2008年~2009年修建上海轨道交通十号线时，因红松路正在进行配套下水管道迁移，曾临时改道沿虹井路直行）、青杉路、龙柏新村终点站。
- 下行：下行由龙柏新村开始，经过青杉路、兰竹路、红松路、虹井路、虹桥路、延安西路、延安中路、延安东路、世纪大道、浦东大道、东方路、峨山路、花木路、白杨路、梅花路到世纪公园地铁站；

#### 设站
| 936路停靠站点列表（2007年12月~2015年3月14日） |                        |
| 上行站点                                      | 下行站点               |
| 世纪公园地铁站                                | 龙柏新村               |
| 梅花路海桐路                                  | 红松路兰竹路（招呼站） |
| 花木路杨高南路                                | 红松路黄桦路           |
| 东方路峨山路                                  | 红松路虹井路           |
| 东方路张杨路                                  | 上海动物园             |
| 东方路乳山路                                  | 虹桥路程家桥路         |
| 东方医院                                      | 虹桥路虹梅路           |
| 延安东路西藏中路                              | 虹桥路虹许路           |
| 延安东路重庆北路                              | 虹桥路水城路           |
| 延安中路陕西北路                              | 虹桥开发区             |
| 延安西路华山路                                | 延安西路中山西路       |
| 延安西路江苏路                                | 延安西路定西路         |
| 延安西路定西路                                | 延安西路江苏路         |
| 延安西路中山西路                              | 延安西路华山路         |
| 虹桥开发区                                    | 延安中路陕西北路       |
| 虹桥路水城路                                  | 延安东路重庆北路       |
| 虹桥路虹许路                                  | 延安东路普安路         |
| 虹桥路虹梅路                                  | 东方医院               |
| 虹桥路程家桥路                                | 东方路乳山路           |
| 红松路虹井路                                  | 东方路张杨路           |
| 红松路黄桦 (后改为白樟路红松路)               | 东方路峨山路           |
| 龙柏新村                                      | 花木路杨高南路         |
|                                               | 花木路锦绣路           |
|                                               | 世纪公园地铁站         |

### 2015年3月14日~2016年12月3日

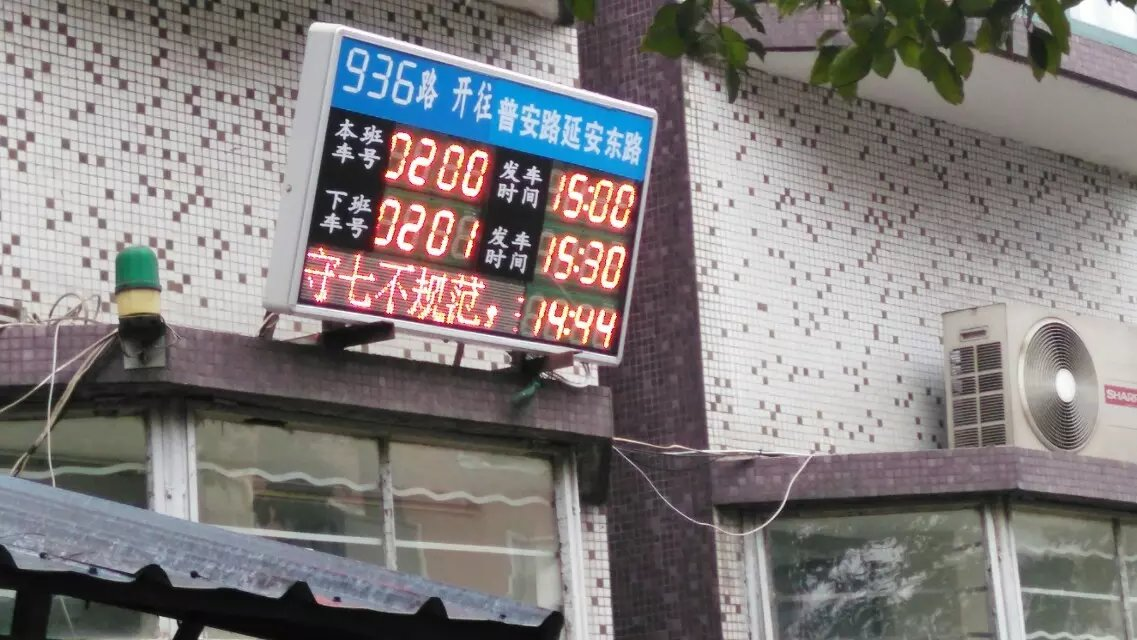
上海公交936路缩线第一日 (2015年3月14日)

2015年3月14日0时开始，延安东路隧道开始大修。根据上海市公安局交警总队的安排，936路缩线行驶，终点站改在普安路延安东路，线路下行改为经原线、延安东路、黄陂南路、金陵东路、普安路到枢纽站，线路上行则改为自枢纽站开始经过普安路、延安东路、西藏南路、金陵东路、黄陂南路回原线；并改为定班车，间隔固定为30分钟。但是，除了935路、936路、983路三条线路之外，其余大部分过江线路改道人民路隧道。2015年12月25日，延安东路隧道大修提前结束，全线通车；但是936路仍“暂不恢复”，自此之后未能恢复，直到2016年12月3日为配套延安路中运量公交系统而被撤销。

#### 线路首末站
线路由普安路延安东路开始，到龙柏新村止。

#### 收费
截至该线路撤销，全程单一票价RMB¥2，无人售票，线路实行公交换乘优惠。

#### 线路走向
- 上行由普安路开始，经过普安路、延安东路、西藏南路、金陵东路、黄陂南路、延安东路、延安中路、延安西路、虹桥路、虹井路、红松路、白樟路、青杉路、龙柏新村终点站。
- 下行由龙柏新村开始，经过青杉路、兰竹路、红松路、虹井路、虹桥路、延安西路、延安中路、延安东路、黄陂南路、金陵东路、普安路到枢纽站。[2]

#### 停靠站点
| 936路定班车停靠站点列表（截至2016年12月） |            |            |                  |            |            |
| 上行站点                                  | 首班车     | 末班车     | 下行站点         | 首班车     | 末班车     |
| 普安路延安东路                            | 5:30       | 22:30      | 龙柏新村         | 5:00       | 22:30      |
| 延安中路陕西北路                          | 5:36       | 22:36      | 红松路兰竹路     | （招呼站） | （招呼站） |
| 延安西路华山路                            | 5:39       | 22:39      | 红松路黄桦路     | 5:03       | 22:33      |
| 延安西路江苏路                            | 5:41       | 22:41      | 红松路虹井路     | 5:06       | 22:36      |
| 延安西路定西路                            | 5:44       | 22:44      | 上海动物园       | 5:09       | 22:39      |
| 延安西路中山西路                          | 5:51       | 22:51      | 虹桥路程家桥路   |            |            |
| 虹桥开发区                                | 5:54       | 22:54      | 虹桥路虹梅路     | 5:15       | 22:45      |
| 虹桥路水城路                              | 6:00       | 23:00      | 虹桥路虹许路     | 5:18       | 22:48      |
| 虹桥路虹许路                              | 6:03       | 23:03      | 虹桥路水城路     | 5:21       | 22:51      |
| 虹桥路虹梅路                              | 6:06       | 23:06      | 虹桥开发区       | 5:24       | 22:54      |
| 虹桥路程家桥路                            |            |            | 延安西路中山西路 | 5:27       | 22:57      |
| 红松路虹井路                              | 6:12       | 23:12      | 延安西路定西路   | 5:33       | 23:03      |
| 白樟路红松路                              | 6:15       | 23:15      | 延安西路江苏路   | 5:36       | 23:06      |
| 龙柏新村                                  | （终点站） | （终点站） | 延安西路华山路   | 5:39       | 23:09      |
|                                           |            |            | 延安中路陕西北路 | 5:42       | 23:12      |
|                                           |            |            | 延安东路重庆北路 | 5:48       | 23:15      |
|                                           |            |            | 普安路延安东路   | （终点站） | （终点站） |

## 未遂线路变更案

### 2011年撤销合并案
2011年2月11日，上海市城市交通和港口管理局公布了当年的第一批公交新辟及调整线路计划之市民意见征询稿，拟调整38条线路；由于该线路和延安路上例如71路、127路、925路等线路重复，故在调整计划中提出了针对936路的撤线案，拟将936路撤销。调整计划甫一公示，便引起市民、网友的强烈争议。据东方早报报导，不少925路和936路乘客担心，现有线路的撤销将直接导致自己的出行成本上升。最终，该计划中针对936路的部分无果而终。

### 2013年缩线案
2013年9月17日，上海市交通港口局发布《2013年公交新辟及调整线路计划》进行公示，拟调整202条线路。根据方案，936路将不再从龙柏始发，调整为美丽园至世纪公园地铁站。缩线部分，由同线的公交57路承担，从而减少虹桥路、延安西路的重复线路，提高运营效率。但是，该方案中设计的内容后来未有实施，无果而终。

## 线路撤销
2016年11月2日，上海市交通委员会发布《延安路中运量系统公交线路优化调整计划》，征求市民意见。根据该方案，由于和中运量线路重合度最高，936路将在中运量71路开通前被撤销。2016年11月23日，巴士三公司贴出公告，宣布线路将在12月3日暂停运营，936路就此谢幕。